# Christian Lehnert
Christian Lehnert (* 20. Mai 1969 in Dresden) ist ein deutscher Theologe und Schriftsteller, der durch seine Lyrik bekannt wurde.

## Leben
Christian Lehnert ist Sohn eines Medizinerehepaares. Er verweigerte in der DDR den Wehrdienst und war Bausoldat. Er studierte Religionswissenschaft, Evangelische Theologie sowie Orientalistik und gilt als Kenner der christlichen, jüdischen und muslimischen Religion. Einen Teil seines Studiums absolvierte er in Jerusalem. Nach längeren Aufenthalten in Israel und Nordspanien war er Pfarrer in Müglitztal in der Nähe von Dresden und von 2008 bis 2012 Studienleiter für Theologie und Kultur an der Evangelischen Akademie Sachsen-Anhalt in Wittenberg. 2012 bis 2024 war er wissenschaftlicher Geschäftsführer des Liturgiewissenschaftlichen Instituts der VELKD an der Universität Leipzig. Für Hans Werner Henzes Konzertoper Phaedra, die 2007 an der Berliner Staatsoper Unter den Linden uraufgeführt wurde, schrieb Lehnert das Libretto.
In der Begründung der Jury zum Hölty-Preis 2012 wurde seine Lyrik mit folgenden Worten charakterisiert:

„Christian Lehnert ist ein besonderer Solitär unter den zeitgenössischen deutschsprachigen Dichtern, denn seine Gedichte strahlen selten gewordene Würde und Schönheit aus. Beharrlich erkundet Christian Lehnert, worin der Ursprung des Seins liegt. Diese Frage durchzieht alle seine Werke und verleiht ihnen eine außergewöhnlich starke poetische Kraft. […] Er wagt abseits von jeglichem zweckorientierten Denken den Gang hinab in eine ursprüngliche ‚Leere ohne Namen‘ und erweitert mit dem von ihm Zutagegeförderten das große Erbe der dichterischen und philosophischen Tradition.“

Christian Lehnert ist seit 2013 Mitglied der Sächsischen Akademie der Künste, seit 2014 Mitglied der Akademie der Wissenschaften und der Literatur Mainz. 2016 verlieh ihm die Augustana-Hochschule Neuendettelsau die Ehrendoktorwürde.

## Persönliches
Lehnert ist verheiratet mit der Barockgeigerin Friederike Lehnert. Das Ehepaar hat drei Kinder – einen Sohn und zwei Töchter.

## Werke

### Bücher
- Der gefesselte Sänger. Gedichte. Suhrkamp, Frankfurt Main 1997, ISBN 3-518-12028-X.
- Der Augen Aufgang. Gedichte. Suhrkamp, Frankfurt am Main 2000, ISBN 3-518-12101-4.
- Finisterre. Gedichte. Edition Korrespondenzen, Buch mit CD, Wien 2002, ISBN 3-902113-18-9.
- Ich werde sehen, schweigen und hören. Gedichte. Suhrkamp, Frankfurt am Main 2004, ISBN 3-518-12369-6.
- Hans Werner Henze: Phaedra. Ein Tagebuch. In Zusammenarbeit mit Christian Lehnert. Klaus Wagenbach, Berlin 2007, ISBN 978-3-8031-1247-7.
- Auf Moränen. Gedichte. Suhrkamp, Frankfurt am Main 2008, ISBN 978-3-518-41954-0.
- Aufkommender Atem. Gedichte. Suhrkamp, Berlin 2011, ISBN 978-3-518-42273-1.
- Korinthische Brocken. Ein Essay über Paulus. Suhrkamp, Berlin 2013, ISBN 978-3-518-42369-1.
- Windzüge. Gedichte. Suhrkamp, Berlin 2015, ISBN 978-3-518-42469-8.
- Der Gott in einer Nuß. Fliegende Blätter von Kult und Gebet. Suhrkamp, Berlin 2017, ISBN 978-3-518-42586-2.[9]
- Johannes Goldenstein, Gundolf Holfert (Hrsg.): Herab und hinauf. Vom lutherischen Gottesdienst. Amt der VELKD, Hannover 2017. 2., unveränderte Auflage. Ebenda 2020, ISBN 978-3-943201-19-2 (velkd.de, PDF; 525 kB).
- Cherubinischer Staub. Gedichte. Suhrkamp, Berlin 2018, ISBN 978-3-518-42819-1, urn:nbn:de:101:1-2018092612562589512597.
- Ins Innere hinaus. Von den Engeln und Mächten. Suhrkamp, Berlin 2020, ISBN 978-3-518-42957-0.
- opus 8. Im Flechtwerk. Gedichte. Suhrkamp, Berlin 2022, ISBN 978-3-518-43058-3.
- „Die Kätzchen der leeren Hasel, die hängenden“. Christian Lehnert zu Rainer Maria Rilke (= Stiftung Lyrik Kabinett [Hrsg.]: Zwiesprachen). Verlag Das Wunderhorn, Heidelberg, Neckar 2023, ISBN 978-3-88423-700-7.
- Das Haus und das Lamm. Fliegende Blätter zur Apokalypse des Johannes. Suhrkamp, Berlin 2023, ISBN 978-3-518-43145-0.

### Libretti
- Phaedra. Musik: Hans Werner Henze, UA: Berlin, Frankfurt a. M./Brüssel/Wien 2007.
- Hinter der Mauer. Musik: Samir Odeh-Tamimi, UA: Berlin 2010.
- Paulus. Das ängstliche Harren der Kreatur. Musik: Thomas Jennefelt, UA: Berlin 2011, OCLC 827086157.
- An den Wind. Musik: Hans Werner Henze, UA: Leipzig 2012.
- Vom Lärm der Welt oder Die Offenbarung des Thomas Müntzer. Musik: Sven Helbig, UA: Weimar 2014.
- Nach Markus. Passion. Musik: Steffen Schleiermacher, UA: Oslo 2016.
- In wüstem Land ohne Weg. Musik: Saad Thamir, UA: Berlin (zur Grundsteinlegung des House of One) 2019.

### Übersetzungen von Lehnerts Werken
- Wickerwork. Translated by Richard Sieburth. archipelago books, [New York, N.Y.] 2025, ISBN 978-1-962770-24-8 (Auswahl aus opus 8. Im Flechtwerk, Cherubinischer Staub, Windzüge).

### Herausgaben
- Denn wir wissen nicht, was wir beten sollen… Über die Kunst des öffentlichen Gebets (= Impulse für Liturgie und Gottesdienst. Band 1). Evangelische Verlagsanstalt, Leipzig 2014, ISBN 978-3-374-03756-8.
- Martin Luther: Tischreden (= Insel-Bücherei. Band 1421). Ausgewählt und kommentiert von Christian Lehnert. Mit zehn Bildern von Michael Triegel. Insel, Berlin 2016, ISBN 978-3-458-19421-7.
- Christian Lehnert, Manfred Schnelle: Die heilende Kraft der reinen Gebärde. Gespräche über liturgische Präsenz. Evangelische Verlagsanstalt, Leipzig 2016, ISBN 978-3-374-04680-5.
- Gebete der Menschheit (= Insel-Bücherei. Band 1470). Ausgewählt, erläutert und mit einem Nachwort von Christian Lehnert. Mit Bildern von Michael Triegel. Insel, Berlin 2019, ISBN 978-3-458-19470-5
- Heiligenlegenden. Geschichten aus der Legenda aurea des Jacobus de Voragine (= Insel-Bücherei. Band 1514). Ausgewählt, übersetzt, kommentiert und mit einem Nachwort von Christian Lehnert. Mit Bildern von Michael Triegel. Insel, Berlin 2022, ISBN 978-3-458-19514-6.

## Preise und Auszeichnungen
- 1995: Förderpreis zum Leonce-und-Lena-Preis der Stadt Darmstadt
- 1998: Dresdner Lyrikpreis
- 1999: Hermann-Lenz-Stipendium
- 2001: BDI-Förderpreis
- 2003: Förderpreis zum Lessing-Preis des Freistaates Sachsen
- 2003: Förderungspreis zum Kunstpreis Berlin
- 2005: Förderpreis zum Hugo-Ball-Preis der Stadt Pirmasens
- 2006: Märkisches Stipendium für Literatur
- 2012: Hölty-Preis für Lyrik der Stadt Hannover für das Gesamtwerk
- 2016: Eichendorff-Literaturpreis
- 2016: Ehrendoktor der Theologischen Hochschule Augustana zu Neuendettelsau
- 2017: Writer in Residence, St Andrews University
- 2018: Deutscher Preis für Nature Writing (gemeinsam mit Sabine Scho)[10]
- 2025: Friedrich-Hölderlin-Preis (Bad Homburg)